# 利田村
利田村（りたむら）は、かつて富山県中新川郡にあった村。

## 沿革
- 1889年（明治22年）4月1日 - 町村制の施行により、上新川郡利田村、石田新村、浅生村、西芦原村、塚越村、下鉾木村、曽我村、石田村、上鉾木村、上開発村、利田上野村、立泉寺村、日水村、日置村、五郎丸村、横田新村及び横沢村の区域をもって、上新川郡利田村が発足する。同年時点での人口は1,700人、戸数284戸、地租230万円、面積400町歩弱[2]。村役場は利田（栗原）の米田彌平宅に置かれた[2][3]が、後に南隣の深見榮三郎宅に移転した[3]。
- 1896年（明治29年）3月29日 - 郡制の施行のため、上新川郡の区域から分立して、中新川郡が発足により、中新川郡に所属となる。
- 1908年（明治41年） - 深見榮三郎が五百石町へ転居したため、村役場を再び米田彌平宅に置く[3]。
- 1909年（明治42年） - 建物を購入し村役場を同役場に移転するも、直に付近の小学校の分教場に転用されたため、保正文右衛門宅に移転。後に校舎増築に伴い、元の建物に戻った[3]。
- 1920年（大正9年） - 役場を新築[4]。
- 1954年（昭和29年）1月10日 - 中新川郡雄山町、上段村、釜ヶ淵村、立山村、東谷村及び利田村が合併して、中新川郡立山町が発足する。

## 歴代村長
出典→
1. 宮崎重治（1889年5月30日 - 1892年2月26日）
2. 伊林久平（1892年3月3日 - 1896年3月2日）
3. 増田善三郎（1896年3月11日 - 1899年3月17日）
4. 伊林久平（1899年4月26日 - 1907年5月10日）
5. 西野興左衛門（1907年5月15日 - 1911年5月13日）
6. 毛利源之丞（1911年5月22日 - 1912年4月13日）
7. 舟橋茂三郎（1912年5月2日 - 1916年5月1日）
8. 森井石太郎（1916年5月11日 - 1924年2月20日）
9. 松浦長平（1924年7月16日 - 1928年7月15日）
10. 西野興左衛門（1928年7月16日 - 1940年2月8日）
11. 藤川良治（1940年2月17日 - 1946年11月1日）
12. 村井清三郎（1947年4月7日 - 1954年2月9日）